# Historia del Hércules de Alicante Club de Fútbol
Historia del Hércules de Alicante Club de Fútbol, club de fútbol español de la ciudad de Alicante en la Comunidad Valenciana.

## Predecesores del Hércules C.F.
Toda la historia futbolística alicantina comienza cuando finalizaba el siglo XIX, y unos marineros ingleses, del buque Theseus, que había traído a Santa Pola a científicos de su país para estudiar el eclipse de Sol del 28 de mayo de 1900, se distraían en la playa jugando al fútbol, deporte hasta entonces desconocido en las tierras alicantinas.

En enero de 1903, el profesor de Educación Física, José Muñoz, empezó a difundir el fútbol contando con un campo entre el Paseo del Dr. Gadea y la Calle de Alemania, enfrente del Parque de Canalejas. Se constituyeron dos equipos que se llamaron Blanco y Azul, por los colores de la bandera alicantina. Al año siguiente, octubre de 1904, se creó la primera sociedad futbolística, el Sportman Club Lucentino. A este le siguieron el Racing, el Mercurio, el Club Atlético Alicante, el Lucentum, el Natación o el Bellas Artes, que llegaría a absorber al Hércules durante unos meses en 1920.

## "El Chepa" fundador del Hércules C.F.

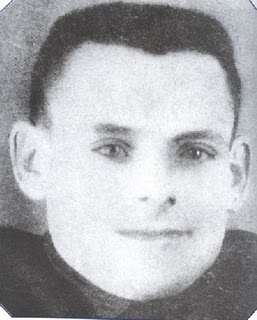
"El Chepa" fundador del Hércules C.F.

Fue un modesto chaval, jorobado por haberse caído de las escaleras de su casa cuando tenía 2 años, el que propuso en 1914 la creación de un equipo, que deseándolo poderoso, llevaría el nombre del mitológico Hércules, símbolo de una fortaleza imbatible, como la que quería inculcarle a sus jugadores. Aquel joven se llamaba Vicente Pastor Alfosea, conocido popularmente por "El Chepa", que era mancebo de farmacia. 

## Comienzos del Hércules C.F. (1914–1922)
En 1918, aquel bisoño Hércules, logra el campeonato local infantil, mientras que el primer partido del que se tiene crónica escrita que disputase, fue el 22 de junio de 1919 contra el Athletic Club Benaluense al que venció por 2-1. Vestían por aquel entonces los herculanos camiseta a rayas blancas y rojas, no obstante, la blanquiazul correspondería a otro club alicantino constituido en 1919: el Club Natación Alicante. Una vez desaparecido este, tomaría el Hércules sus símbolos actuales, participando por primera vez con camiseta blanca y azul el 4 de noviembre de 1928.

### 1922 - Fundación del Hércules C.F.
El 20 de octubre de 1922, el gobierno civil aprueba el reglamento del Hércules y el 25 es admitido en la Federación Regional Levantina, fecha en la que se puede dar por, oficialmente, creado el club, pasando la presidencia de José Masiá Enebra a Alberto Misó Ferrándiz. 35 eran los socios con los que se contaban.

## Primera década (1922–1930)

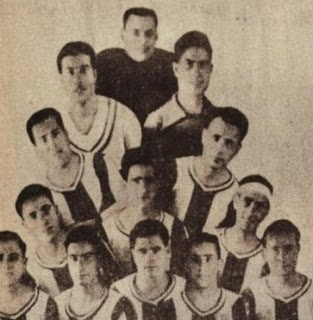
Una de las primeras plantillas del Hércules C.F.

Se conocen muy pocos datos del Hércules C.F. en estos años. En la temporada 1923-24, se proclama campeón provincial batiendo al Castellón en la final. 
El primer gran triunfo nacional arribaría el 1 de junio de 1930, cuando el Hércules llegó a la final del Campeonato amateur de España jugado en el flamante estadio barcelonés de Montjuïc, en presencia de los reyes Alfonso XIII y Victoria Eugenia. Los alicantinos, muy cansados al haber jugado 3 días antes un encuentro repetido de cuartos de final, cayeron por 3-2 frente al Gijón, habiéndoles anulado un claro gol y escamoteado un penalti. 

Los primeros presidentes del club en sus primeros años de historia fueron:
Alberto Misó (1923–1924),
Enrique Picó (1924–1925),
José Olmos (1925–1926),
Enrique Arlándiz (1926–1927),
Enrique Picó (1927–1929) y 
Eduardo Campos de España (1929–1930).

## Años treinta en el Hércules

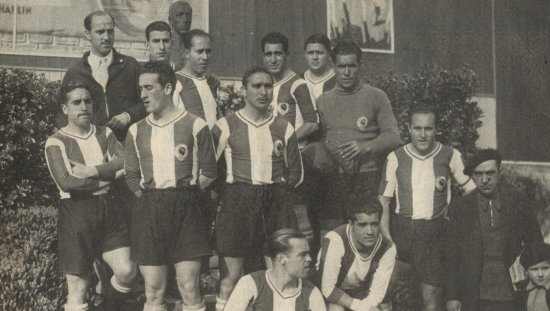
Plantilla del club el año 1936

Las concentraciones del equipo de los años 30 eran en Aguas de Busot, este sitio lo eligió el entrenador Manolo Maciá.
Algunos de los que formaban la directiva del 34 eran: Renato Bardín Mas, Eladio Pérez del Castillo, Agustín Gosálvez y Pascual Rosser Guixot, junto con el periodista Juan Antonio Espinosa.
El Hércules subió a Primera División en la campaña 35-36; fue una sorpresa para todos; lo formaban entre otros, Blázquez, Salvador, Pérez, Aparicio, Goyeneche, Sala, Tatono, Maciá y Morena.
José Pérez García fue el primer jugador internacional del Hércules, venía del Victoria de Las Palmas; jugó el primer encuentro internacional justo después de la Guerra Civil.
La primera visita del Real Madrid al Hércules fue el 10 de noviembre de 1935, cuando el Hércules ya estaba en Primera. La primera visita del Barcelona fue el 19 de abril de 1936. El Barcelona jugó contra el Hércules en Bardín y quedaron en un empate a dos; los dos goles del Hércules los marcó el jugador Blázquez. En la clasificación los dos equipos tenían 24 puntos pero quedaron el Barcelona 5.º y el Hércules 6.º.
La Guerra Civil descompuso y dejó mucha huella en el equipo ya que los jugadores se habían separado entre los dos bandos. De los campos de concentración pudieron salir Maciá y Blázquez, pero Mandizábal murió al derribar su avión y al entrenador Manuel Suárez Begoña lo encontraron en una cuneta de Aguas de Busot muerto.
Los campos de fútbol estaban la mayoría destrozados y muchísimos equipos desaparecieron. A pesar de que fue muy difícil substituir a los jugadores, que tenían ya sus años y estaban destrozados por las secuelas que había dejado la guerra, en la campaña 39-40 el Hércules pudo hacer un papel digno en Primera.
En junio de 1939 nombraron a Alfredo González presidente y a Luis Casanova vicepresidente del Hércules. En este año se rehabilitó el estadio, reorganizaron el club y rehabilitaron la plantilla.

## Años cuarenta
Con Eladio Pérez, como presidente, y el alcalde Manuel Montesinos Gómiz, como vicepresidente, el Hércules se posicionó en la novena posición al finalizar la temporada 40-41. El colofón de la temporada fue la inclusión del arquero José Pérez García en la selección española para el partido Portugal-España, primer y único jugador en vestir la roja.
No obstante, un choque fortuito con un delantero portugués le produjo una lesión que más tarde se tradujo en pérdida de visión.
En los primeros meses del 41, con la fusión del Hércules y el Alicante a la vista, varios jugadores de este último pasan a engrosar la lista de los que en los años siguientes proporcionarían grandes tardes de gloria al Hércules, como el noveldense Pina, quien debutó la temporada 40-41 frente al Barcelona, y Corona, que más tarde jugaría en el Real Madrid.
El 8 de abril de 1941 se fusionaron el Hércules F.C. y el Alicante C.F., por poco tiempo. Y así el Hércules pasa a llamarse Alicante Club Deportivo.
La temporada 41-42 fue un fracaso absoluto por el descenso a Segunda División.
El 5 de mayo de 1942 se decide cambiar el nombre del club y reconvertirlo en Hércules de Alicante. En esta temporada 42-43 el Hércules mantiene la permanencia en Segunda tras empatar en Altabix.
El 9 de octubre de 1943 pasa a denominarse de nuevo Hércules Club de Fútbol.
El esfuerzo dedicado por la entidad al completo para subir a Primera fue de los que hacen época, la remodelación por parte del presidente, el entrenador y los jugadores.
Tras derrotar al Baracaldo en la última jornada (1944/45) se logró matemáticamente el ascenso a Primera. De aquellos años, el homenaje a Manuel Maciá, santo y seña del Hércules durante casi 20 años, donde se enfrentaron a un Real Madrid plagado de estrellas, consiguiendo una gran victoria por 2-1.
En la siguiente temporada (1945/46) un comienzo desastroso termina con el club descendiendo. La temporada siguiente, 46-47, se plantea el objetivo de volver a la Primera División, y el Hércules rozó el ascenso, pero la Real Sociedad se situaría 2 puntos por encima y tras batir al Murcia ascendió a Primera.
El 4 de enero de 1948 el Hércules encajaba una humillante derrota en La Rosaleda por un 9-2. Lo anecdótico del partido fue que todos los goles contrarios los marcó el mismo jugador, Bazán, y las crónicas hablan del guardameta herculano Cosme como el mejor de su equipo. Ese mismo año un jugador importantísimo y vital fue Calsita, que a punto estuvo de llevar al Hércules a Primera con sus 23 goles, pero no tardó el Atlético de Madrid, quien se proclamara campeón de liga, en llevárselo a sus filas.
Con el estadio Bardín a años luz de registrar los llenos de antaño, las temporadas 48-49 y 49-50 supusieron un descenso en las expectativas herculanas, de la cuarta plaza de Primera a la décima de la Segunda. La marcha de Calsita al Atlético de Madrid fue el detonante de la crisis herculana, pero con la acción presidencial de Heliodoro Madrona la trayectoria blanquiazul en la temporada 50-51 fue de menos a más y se alcanzó una cuarta plaza gracias, entre otros, a jugadores como Cosme, Oliver, Torres, Pina, etc.

## Años cincuenta
En la temporada del 1950/51, el Hércules fue de menos a más y llegó a alcanzar una cuarta plaza.
La temporada del 1953/54 no comenzó bien pero al final, teniendo como entrenador a Amadeo Sánchez, llamado "El Gigante Asturiano", consiguió ascender en el último partido jugado en el estadio de Bardín que fue pequeño para acoger a todos los aficionados que fueron el día 27 de junio del 1954, los cuales quisieron estar presentes en el partido contra el Osasuna. El resultado de ese partido fue de 2-0 a favor del Hércules. Jugando en ese momento Gómez Montagut, Durán, Santos, Pina, Navarro, Tártalo, Campillo, Llebaría, Seva Santos, Ernesto, Roth y Alvarín.
El Hércules abandonó el Estadio Bardín y se instalaron en el estadio La Viña, conocido también como el campo de La Florida ya que estaba situado en dicho barrio. El estadio tenía una capacidad para 25.000 personas.
En la temporada 1954/55 consiguió un honroso 6.º puesto, pero en la siguiente (55/56), con el presidente Alfonso Guixot, el Hércules descendió y entró en una etapa en que no podía salir, donde incluso descendió a Tercera. Después con la directiva de Juanito Pastor, el primer olímpico alicantino del Hércules, volvió a brillar y se colocó nuevamente en Primera División. 
Cuando Alfonso Guixot volvió, le dio un infarto y el equipo pasó de estar en Primera a Segunda División.
En la temporada 1955/56 el Hércules pasó de una sexta posición a un descenso. El Hércules estuvo años en Segunda División, incluso tocó fondo y descendió a Tercera.
Pronto se recuperó a Segunda con Luis Aragonés (entrenador que llevó a España a ganar la Eurocopa). Fue jugador del Hércules en la temporada 59-60, temporada en la que bajo la dirección técnica de... subió de Tercera a Segunda.

## Años sesenta
El club comienza la década en Segunda con buen pie alcanzando el tercer puesto en la temporada 60/61. En la 63/64 consigue quedar 2.º y juega la promoción a Primera, pero la pierde contra el Real Oviedo. Al fin llega el ansiado ascenso en la 65/66 al ser campeón de su grupo, pero vuelve la montaña rusa; la temporada siguiente en Primera (1966/67) termina con un nuevo descenso a Segunda que se continúa en picado a Tercera en la 67/68 con un penúltimo puesto.
Pasaría dos temporadas en Tercera, pues, aunque quedó campeón de su grupo en la temporada 68/69, perderá la promoción contra el Castellón. En la siguiente (69/70) por fin asciende tras quedar campeón de su grupo y pasar dos eliminatorias.

## La época dorada del Hércules: Rico Pérez y la década de los 70
En 1970 entra en la presidencia José Rico Pérez con el equipo de nuevo en Segunda División, pero este hombre marcará la mejor época en la historia del club. Él quiere hacer un club grande pero ve que la capacidad del viejo campo estrangula las posibilidades de expansión. Esta situación invitó a que el presidente Don José Rico Pérez apostara por la construcción de un estadio que albergara a una afición creciente (se rozaban cifras de 20.000 socios) y optar a ser sede de competiciones importantes como el Mundial de Fútbol de España 1982. Así fue que, en el verano de 1974, con un Hércules pletórico, recién ascendido a Primera División, se inauguraba el estadio José Rico Pérez durante un partido contra el FC Barcelona. Fueron los mejores años del equipo alicantino.
El Hércules de los años 1970 era un equipo aguerrido y difícil de superar. Aunque los primeros años de esta década militó en Segunda División, en la temporada 73-74 el equipo herculano ascendió a la élite del fútbol español. En la temporada 1974-75 los alicantinos disfrutaron de su mejor época futbolística, alcanzando la 5.ª posición en la primera temporada después de ascender, superando a equipos como Atlético de Madrid (6.º), Betis (9.º), Athletic Club (10.º) o Valencia (12.º).
Este Hércules podría haber entrado en zona europea si no hubiese sido por la diferencia de goles respecto al 4.º clasificado, la Real Sociedad, que aunque había conseguido los mismos puntos y había anotado los mismos goles que los alicantinos, solo recibió 32, frente a los 36 encajados por el Hércules y por lo tanto los donostiarras se aferraban a la cuarta plaza que daba el pase a Europa. Como nota anecdótica, este equipo ganó los dos partidos al Elche, club que también militaba en Primera División en estos años.
En la siguiente temporada (1975-76) los levantinos volvieron a sorprender, convirtiéndose en el 6.º mejor equipo de España, perdiendo solo un partido como local y situándose por encima de equipos de la talla del Betis, Valencia, Sevilla o Zaragoza.
En las restantes temporadas (desde la 1976-77 hasta la 1979-80) el equipo se mantuvo entre los puestos 12.º y 15.º.
Muchos jugadores ilustres pasaron por este Hércules de los años 1970: Humberto, Varela, Carcelén, Saccardi, Giuliano, Tigre Barrios, Aracil, Benito Joanet, Kustudic.
El entrenador del Hércules en la temporada 1976-77 fue Arsenio Iglesias.

## De 2.ªB a Primera: Aniceto Benito
La caída ante el CD Castellón (1-2) supuso un gran golpe para la entidad herculana en el aspecto deportivo (su descenso a la tercera categoría del fútbol español y, para mayor desgracia, el Elche había logrado el ascenso a Primera), en el institucional (el presidente Orgilés tuvo que inscribirse como socio para optar a la elección) y, en lo económico. El periplo en 2.ªB tuvo dos fases que coincidieron con la decisión de la Federación Española de Fútbol de modificar el ascenso del campeón del grupo por una liguilla. En el primer año en 2.ªB fue una quimera el ascenso pues el Levante se destacó en primera posición desde el primer instante; de ese año queda el recuerdo del 2-1 frente al equipo valenciano en el Rico Pérez y los jugadores de la cantera que subieron cuando nada había que hacer. Del segundo año quedan dos imágenes totalmente opuestas: un Rico Pérez con veinte mil almas cuando el equipo iba primero destacado, tras no haber perdido ninguno de los catorce encuentros iniciales y con buen juego. Y otra deplorable pues el año 1990 fue para olvidar: dos victorias en toda la segunda vuelta posicionaron al equipo en una vulgar decimotercera posición. Fue en este momento donde se decidió cambiar el sistema de ascenso. En esta temporada se despidió a Orgilés de la presidencia, haciéndose cargo Manolo Albarracín.
En la temporada 1990/91, la situación se invirtió en comparación con la temporada anterior: el pésimo inicio supuso el cese fulminante de José Víctor Rodríguez de Miguel como entrenador y la llegada de Vicente Carlos Campillo al banquillo; con él llegaron las victorias que colocaron al Hércules en el primer puesto de la clasificación durante un par de ocasiones, pero en el partido decisivo se perdió de forma calamitosa ante el Cartagena por 0-3 cuando faltaba solo un punto para clasificarse para la promoción de ascenso.
En la temporada 1991/92 se crearon las bases para el ascenso: Paco López, Fálagan, Parra y Cantero se incorporaron al Hércules. El juego era irregular, alternando derrotas extrañas con victorias espectaculares como un doble 5-0 consecutivo a Getafe y Torrevieja. El final de temporada fue decisivo: Manolo Albarracín se marchaba del club tras la enésima situación institucional y convocaba elecciones. En dichas elecciones se presentó Aniceto Benito a la presidencia tras su exitoso paso por el Benidorm. Con él llegaba al club Quique Hernández. Durante ese período el Hércules estuvo en Segunda B durante cuatro años.
En la temporada 1992/93 se logró el ansiado ascenso a Segunda División A. El juego fue espectacular en buena parte de la temporada, influyendo en ese aspecto la fenomenal racha del sanluqueño Eduardo Rodríguez y sus 36 goles. De aquella temporada se recuerda la doble victoria al Elche (2-0 y 1-2), de aquella victoria ante el Levante (3-2) que les hizo creer en el ascenso y de una derrota fundamental: perder 5-2 en Mahón les hizo bajar los pies al suelo y ganar en humildad que, posteriormente, les serviría para lograr el ascenso. El sorteo fue para asustar: Salamanca y Unión Deportiva Las Palmas se cruzarían en el camino junto a la modesta Gimnástica de Torrelavega; sin embargo, el ascenso fue más fácil de lo pensado y, en la quinta jornada, el 0-2 en el Insular aseguraba el ascenso a 2.ª División. El 4-1 de la última jornada fue un mero trámite que sirvió para que Rodríguez, con un triplete mejorara sus cifras.
El regreso se esperaba más tranquilo, no se buscaba el ascenso sino la consolidación en Segunda. Esa temporada tiene una gran incógnita: la marcha de Rodríguez al Rayo Vallecano tras la cuarta jornada y con tres goles marcados impidió saber qué puesto hubiera alcanzado ese Hércules del 1993/94. El equipo estuvo mal en el aspecto ofensivo durante buena parte del primer tramo de la competición. La llegada de Vorkapic y su inicio espectacular hizo renacer las esperanzas de ascenso insospechado para un recién ascendido. Al final, la presión por lograr una mejor clasificación y los problemas físicos del delantero recién llegado pusieron un pequeño poso de tensión que acabó con la presencia de Quique Hernández en el banquillo herculano.
La temporada 1994/95 era de trámite pues era más importante solventar el tema de la conversión en SAD por parte del Hércules. Eso sí, al igual que en la temporada 1991/92 se iba creando un grupo de jugadores fundamentales para el ascenso: Alfaro, Sigüenza, Pavličić aparte de los que quedaban del anterior ascenso. El juego fue más bien irregular. A mediados de temporada, Felipe Mesones era destituido y Manolo Jiménez, el entrenador que estuvo con Aniceto en el Benidorm, era el elegido. En junio de 1995 se confirmaba la conversión en SAD.
La temporada 1995/96 fue la edición liguera en la que consiguió el ascenso prometido por Aniceto Benito. Un inicio espectacular (ya eran primeros en la jornada undécima y con muy buenos fundamentos para soñar), una derrota como la de Mahón para bajar los humos (Bilbao B 4-1 Hércules), pequeño bajón de juego no aprovechado por los rivales y posterior racha que llevó al Hércules a ascender con tres semanas de adelanto y con el recuerdo de aquel 6-2 al Alavés. Fue en Badajoz donde Sigüenza clavó el gol del ascenso a unos escasos diez minutos del final (0-1). El ascenso se logró de forma meritoria y con una clave clara: el trivote ofensivo (Alfaro, Rodríguez y Jankovic) lograron una racha similar de goles y no había dependencia del gol, además de la fuerte defensa.

## Del cielo al infierno (De 1996 al 2004)

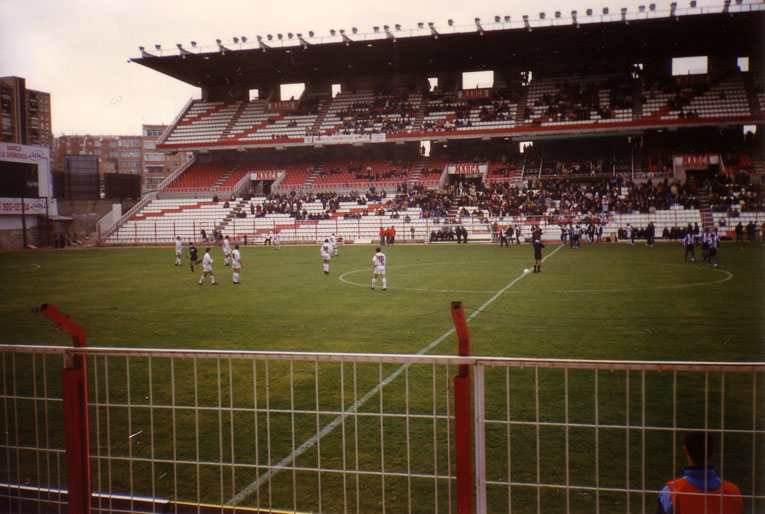
Encuentro disputado en el Estadio de Vallecas entre el Rayo Vallecano y Hércules CF durante la Segunda División de España 1997-98.

No iba a tardar mucho en desparecer la sonrisa del herculano tras el ascenso. A las pocas semanas de la gesta en Badajoz, el entrenador Manolo Jiménez no renovaba y se traía a un técnico reconocido en España como era Iván Brzic. Fueron demasiados los fichajes que fueron llegando al Hércules para lograr la consolidación en la élite. El inicio fue demoledor y supuso el cese inmediato del técnico yugoslavo en la undécima jornada (una victoria en la jornada inicial, un empate y nueve derrotas). Quique Hernández regresaba a Alicante para salvar la "patata caliente". Con él llegó un atisbo de reacción que llevó al Hércules, tras el 2-3 en el Camp Nou y el 1-0 frente al Real Valladolid, a colocarse fuera de puestos de descenso directo. Otra mala racha volvió a hundir al equipo blanquiazul y, desde entonces, no salió de puestos de descenso. Sendos 5-0 fueron determinantes en el funesto descenso a Segunda pues cortaron rachas que hubiesen salvado al equipo. Con tres semanas de antelación el descenso se certificó y solo quedó salvar la honrilla. El triunfo ante el Athletic de Bilbao (3-2) fue el último partido jugado por el Hércules en Primera.
A pesar de haber intentado salvar la categoría, Quique Hernández quedó "tocado" para la directiva; un discreto inicio y unos gritos ante el Lleida en la jornada previa acabaron con el técnico de Anna fuera del Hércules. David Vidal llegó con su aureola de peculiar motivador. Durante unas semanas se llegó a palpar el sueño del ascenso (inolvidable aquel 4-0 a Las Palmas con golazo inolvidable de Alex Pascual desde su casa prácticamente) pero las circunstancias extradeportivas abortaron cualquier sueño de recuperar la élite.
La temporada 1998/99 se planteó como la del salto a Primera. Los fichajes, aparte de aquel Sergio Egea que, por entonces llamaba la atención, daban ilusión a medias pues, detrás, quedaba presente en el ambiente la ausencia de Manolo Alfaro (fichado por el Villarreal) o el portazo dado a Rodríguez. En la octava jornada, el técnico hispanoargentino era destituido tras la derrota ante el Orense (0-2). El período de Perico Alonso fue breve e innecesario; se perdió el tiempo en esas jornadas. A falta de dieciséis jornadas llegó Manolo Jiménez con el objetivo de salvar la categoría pero el equipo acabó descendiendo por méritos propios en un entorno extradeportivo muy cargado (tres entrenadores y tres presidentes). Lo único positivo fue el triunfo de aquella plantilla juvenil que logró el campeonato de División de Honor y el consecuente salto hacia el primer equipo.
El periplo en Segunda B fue tan tedioso y largo como en la anterior época de miserias. El primer año acabó con una promoción de ascenso frustrante tras lograr alcanzarla en la última jornada de Liga; atrás quedaba una competición que lideró a lo largo de buena parte de esta. Manolo Jiménez fue cesado en la tercera jornada de promoción. De esa temporada queda el recuerdo de la aparición del empresario alicantino Enrique Ortiz en el accionariado y la decisión de instar una suspensión de pagos.
La segunda temporada quedó marcada por dos historias que no vaticinaban nada positivo para el Hércules: el sufrimiento para salvar la existencia del club una noche de julio de 2000 y el ascenso del Alicante CF al final de dicha temporada. Por medio queda la enésima crisis deportiva que, en esta ocasión se saldó con la destitución de Miquel Corominas en la jornada 19.ª y la presencia de Joaquín Carbonell en el banquillo para salvar la difícil papeleta.
Desde la temporada 2001/02 hasta la del ascenso fue un constante mosqueo entre herculanos y alicantinistas. Se tuvo que compartir el estadio a causa de que el Campo del Alicante no reunía las condiciones necesarias para jugar en Segunda B. A causa de que el Rico Pérez era municipal, se pidió al ayuntamiento jugar en él, a lo que el ayuntamiento accedió. Las constantes críticas hacia los alicantinistas, los enfados periódicos entre ambos cuerpos técnicos fueron habituales hasta el ascenso herculano.
En la tercera temporada (2001/02), el tema Alicante sirvió de espolón para el equipo blanquiazul, que, salvo unas pocas jornadas tras el cese de Álvaro Pérez, estuvo en puestos de promoción pero, al llegar a esta competición definitiva para el ascenso, un potente Terrassa se alzaba a Segunda tras ganar los seis encuentros de dicha liguilla.
Miñambres comenzaba la temporada 2002/03 sin confianza por parte de la afición y de la directiva. El equipo estuvo merodeando por los puestos mediocres de la tabla clasificatoria salvo esporádicas rachas como aquella de quince partidos sin perder diez de los cuales fueron empates, o, en algunos casos, con ultimátum hacia el técnico maragato. Aunque se ganó de forma contundente algunos partidos (0-5 en el Mini Estadi o el 0-4 en Paterna) dos victorias están encima del resto y logradas tras el cese de Felipe Miñambres y la irrupción de Josip Višnjić en el banquillo herculano: la victoria ante el Alicante (1-3) con una avioneta sobrevolando el estadio con el anuncio y la proclama herculana "Rico Pérez Herculano" y el no menos importante 1-2 en el Nuevo Castalia y que rompía la racha de imbatibilidad sin perder del Castellón.
En la temporada 2003/04 llegaba Subirats al Hércules y, con él, José Carlos Granero. A pesar del "subidón" de ilusión, no tardaría en bajarse los humos. Durante toda la primera vuelta jugada en el Rico Pérez no logró ganar ni un solo encuentro. En la jornada 18.ª un tanto de Kike Mateo (Lorca) pudo dejar fuera del banquillo herculano al técnico pero una decisión rápida de Subirats evitó el cese mediante el fichaje de varios jugadores en el invierno de 2003 (entre ellos se destaca la presencia de Álvaro Cámara). La segunda vuelta se saldó de forma más normal, si bien flojeó en los momentos decisivos. Para el mal recuerdo la escasa afluencia en los tres últimos encuentros. Esta temporada se perdió en casa ante el Alicante por un contundente 0-3, demostrando que la historia no ayuda a ser mejor equipo.

## Retorno al fútbol profesional (De 2004/2005 al 2009/2010)

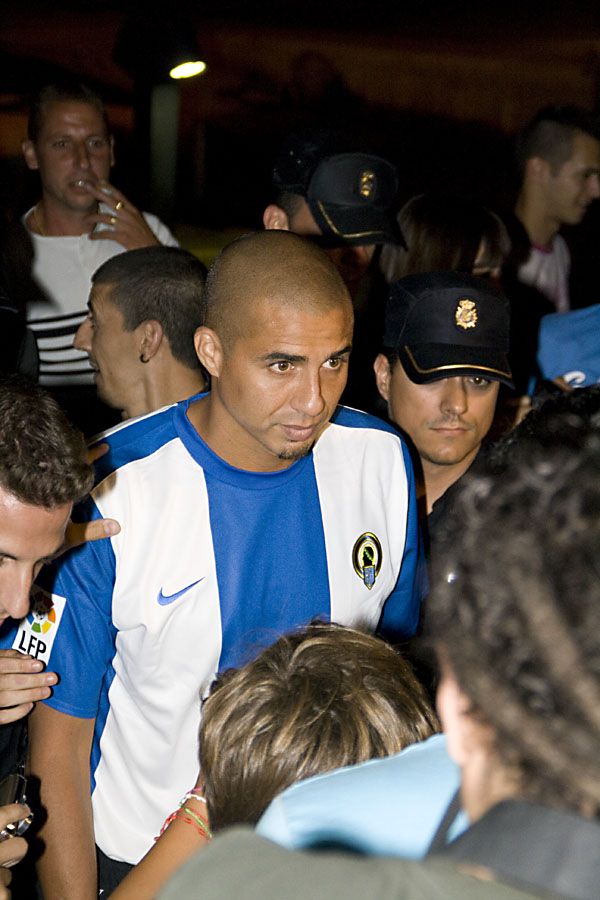
Trezeguet en su presentación como jugador del Hércules CF, en agosto de 2010.

La temporada 2004/05 empezaba con muy mal pie. Un viernes trágico, el 23 de julio, con el partido contra el Barcelona programado para celebrar el trigésimo aniversario, se daba la mala noticia: la muerte de Humberto Núñez. Con el estigma Granero de por medio, la inestabilidad deportiva herculana está presente hasta bien iniciado el año 2005. El equipo comienza a creer en la gesta tras comenzar una racha que lo lleva hacia arriba, empezando en febrero por la victoria in extremis ante el Alicante (1-2) y acaba en su clasificación matemática ante el Espanyol B, en la jornada 36.ª, allá por mayo de 2005. La promoción fue un paseo tras eliminar, en una final anticipada, al Ceuta (0-1 allí, 2-0 en Alicante) y sellar el ascenso en Alcalá (1-3).
En las temporadas 2005/2006, 2006/2007 y 2008/2009 el Hércules de Alicante anduvo por la segunda división sin pena ni gloria, manteniéndose en puestos cómodos pero sin llegar a aspirar a un ascenso real a primera división.
En la temporada 2009/2010, el equipo alicantino escribe una primera vuelta sensacional, alcanzando la primera posición de la tabla al final de la misma. Sin embargo, en la segunda vuelta tiene un bache de resultados (6 partidos consecutivos sin conocer la victoria) que le lleva a salir de los puestos de ascenso. A pesar de ello, logra sobreponerse y alcanza el 2.º puesto al final de liga ascendiendo así a la primera división española.

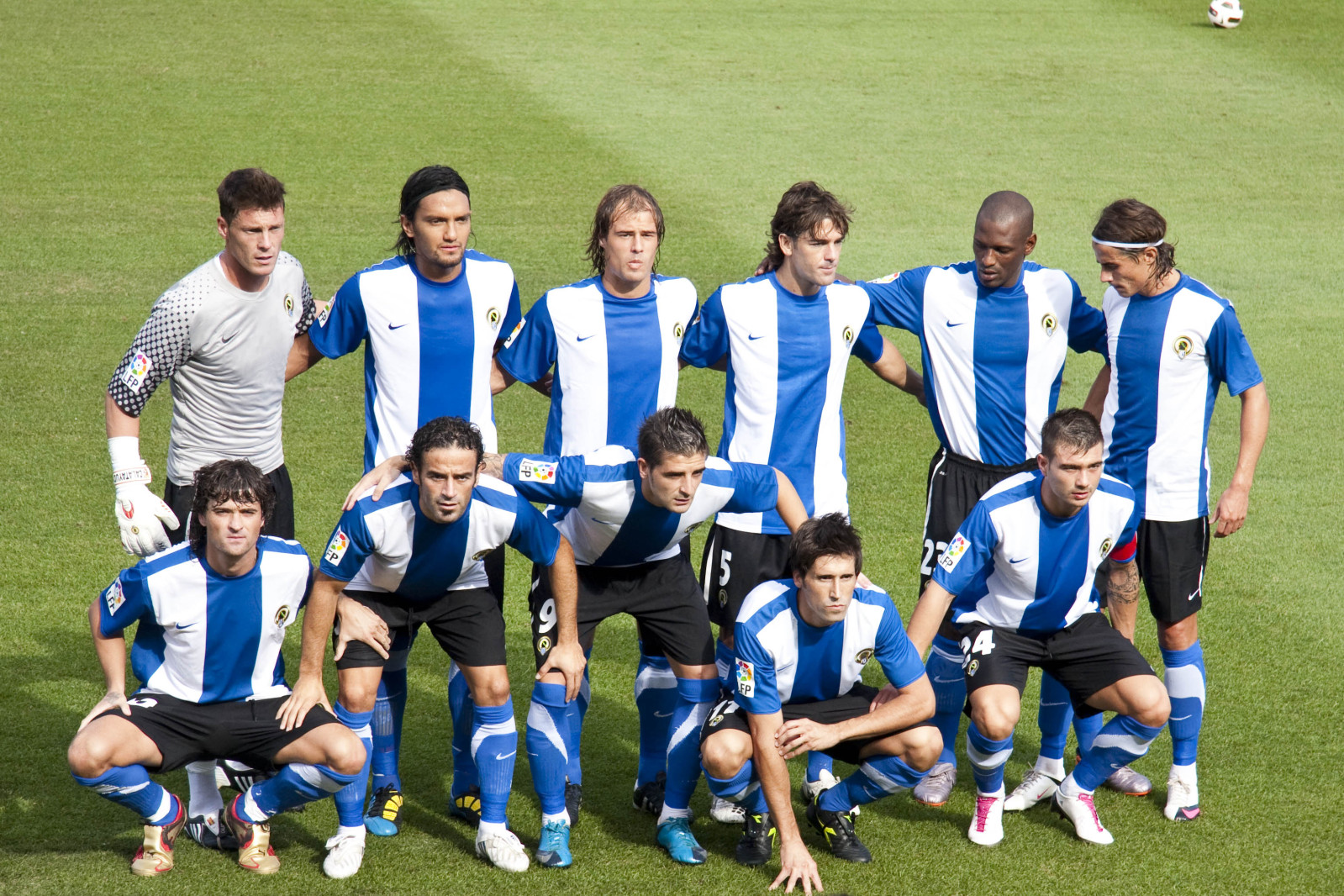
Primer once inicial de la temporada 2010/11, referente al encuentro entre el Hércules y Athletic Bilbao disputado en el estadio José Rico Pérez.

En la temporada 2010/2011 se hacen fichajes de renombre como Drenthe, David Trezeguet o Nelson Valdez. En la 2.ª jornada de liga, daba la sorpresa al ganar en el Camp Nou por cero goles a dos, los dos del paraguayo Nelson Valdez, resultado sorprendente dado que el FC Barcelona llevaba 16 meses sin perder en su estadio, concretamente desde el 23 de mayo de 2009, cuando perdió 0-1 frente al Osasuna, con un equipo totalmente plagado de suplentes. Desde ese momento, cuando el Hércules Club de Fútbol se enfrenta a un grande, como local o como visitante, apelan al "Espíritu del Camp Nou", creciéndose así el equipo y consiguiendo importantes victorias. Se alternaban victorias en casa con derrotas fuera. Al flojear los resultados en el Rico Pérez, culminando con una estrepitosa goleada frente a Osasuna en la 29.ª jornada (0-4), Esteban Vigo fue destituido. Pese al buen comienzo de campeonato que tuvo, y estar en posiciones de tranquilidad durante gran parte de la temporada, finalmente el equipo pega un bajón espectacular, coincidiendo con graves problemas disciplinarios y desavenencias dentro del vestuario. Miroslav Djukic no pudo revertir la situación en las últimas jornadas y finalmente, fuera de todo pronóstico, el Hércules acabaría la temporada como 19.º, con un nuevo descenso a 2.ª División.
El verano fue tenso para el Hércules, debido a la importante deuda contraída para fichar a jugadores del nivel de Drenthe, David Trezeguet o Nelson Valdez. Finalmente se venden los tres jugadores y Juan Carlos Mandiá vuelve al club. El equipo comienza bien la temporada 2011-12 llegando a ser líder en los primeros meses de la competición. Finalmente, el equipo vuelve a pegar un bajón, aunque acaba clasificándose para jugar los play-off de ascenso, donde sería eliminado por la AD Alcorcón gracias al valor doble del gol de Ángel en el empate 1-1 en el Rico Pérez y el 0-0 en el Santo Domingo.

## Lucha por no descender a 2.ªB
La temporada 2012/13 fue peor que la anterior ya que el Hércules merodeaba generalmente entre los puestos de descenso, lo que a Juan Carlos Mandiá le costó el puesto en la 10.ª jornada. Entonces llegó al banquillo Quique Hernández que ya había entrenado al Hércules en otras ocasiones, entre ellas, en la temporada 1996/97 cuando este equipo estaba en Primera División. Cuando llegó, el Hércules seguía en los puestos de descenso pero a partir de la 35.ª jornada el Hércules resurgió quedando esa jornada en el puesto 17.º y a partir de ahí hizo una montaña de puestos quedando en el 13.er puesto en la 39.ª jornada, pero luego bajó y quedó en el puesto 17.º al terminar la temporada.
En la temporada 2013/14 el Hércules empieza bien, llegando a estar en el 9.º puesto en la 3.ª jornada pero comienza a bajar puestos y en la 6.ª jornada ya está en los puestos de descenso y no saldrá de ahí hasta la 19.ª jornada donde queda en el 16.º puesto y merodea una vez más con el bordillo y los puestos de descenso. Es entonces cuando el 17 de mayo de 2014, el Hércules cae contra la AD Alcorcón en la jornada n.º 39 y con muy pocas oportunidades de conseguir la permanencia, alcanzando el descenso "virtual" del equipo a 2.ªB. En la jornada n.º 41 consuma su descenso a 2.ª División B pese a ganar 0-1 al Mirandés, tras una segunda vuelta de campeonato nefasta, que deja al equipo en el último puesto de la tabla.